# Connie Culp
Connie Culp (25 tháng 3 năm 1963 – 29 tháng 7 năm 2020) là là người Mỹ đầu tiên nhận được cấy ghép mặt một phần, được thực hiện tại Cleverland Clinic vào tháng 12 năm 2008.

## Biến dạng khuôn mặt
Culp bị chồng Thomas Thomas"Tom"Culp bắn vào mặt trong một vụ giết người-tự sát thất bại vào tháng 9 năm 2004 trong quán bar của họ ở Hopedale, Ohio. Anh ta cũng sống sót và bị kết án vào năm 2005 về tội danh giết người không thành tăng nặng với án tù 7 năm. Culp đã tha thứ cho chồng tại buổi tuyên án và nói rằng cô sẽ đợi khi anh ra tù., nhưng vào ngày 22 tháng 9 năm 2009, Culp đã nói trong một tập của Oprah rằng cô không còn dự định chờ đợi chồng cũ sau khi con gái hỏi cô:"Mẹ ơi, mẹ sẽ đặt ví dụ gì cho con nếu mẹ quay lại với người đàn ông đã bắn mất khuôn mặt mẹ?

## Giải phẫu
4 năm sau khi mặt bí biến dạng, các bác sĩ tiến hành ca phẫu thuật kéo dài 22 giờ để thay thế 80% khuôn mặt của bà từ một người hiến tặng. Trước khi được ghép mặt, bà Culp đã trải qua gần 30 ca phẫu thuật chỉnh hình khác.
Mặc dù việc ghép mặt không giúp bà lấy lại gương mặt như ban đầu, nó lại giúp bà phục hồi các giác quan đã mất sau khi phát súng làm vỡ mũi, má, vòm miệng và mắt. Mũi của bà đã được tạo lại và một số biến dạng được sửa chữa trong quá trình phẫu thuật.
Associated Press đã đăng tin rằng Culp đã có thể tự thở và ăn thức ăn đặc sau khi cấy ghép, thêm vào đó"Biểu cảm của Culp vẫn hơi bị đơ và bà gần như bị mù (mắt phải là giả, mắt trái bị hư),
Năm 2010, Culp đã thực hiện ca phẫu thuật khuôn mặt cuối cùng và lấy lại nhiều chức năng trên khuôn mặt, bao gồm khả năng mỉm cười, nói và cảm nhận cảm giác trên khuôn mặt do sự phát triển lại của các dây thần kinh mặt. Hai năm sau, bà kể với chương trình"Today"rằng bà đã lấy lại được khứu giác nhưng chỉ nhận biết được những mùi thơm như mùi đồ ăn, nước hoa và hoa cỏ. Ngoài ra, bà có thể ăn bất cứ thứ gì, kể cả thịt bò, sau nhiều năm chỉ ăn được thức ăn mềm.